# Малая Рублёвка
Малая Рублевка (укр. Мала Рублівка) — село,
Малорублевский сельский совет,
Котелевский район,
Полтавская область,
Украина.
Код КОАТУУ — 5322282501. Население по переписи 2001 года составляло 339 человек.
Является административным центром Малорублевского сельского совета, в который, кроме того, входят сёла
Демьяновка,
Лихачовка и
Марьино.

## Географическое положение
Село Малая Рублевка находится на правом берегу реки Мерла,
выше по течению на расстоянии в 3 км расположено село Марьино,
ниже по течению примыкает село Демьяновка,
на противоположном берегу — село Великая Рублёвка.
К селу примыкает лесной массив.
Через село проходит автомобильная дорога Т-1707.

## История
Официальное разделение на Великую и Малую Рублёвку произошло около 1930 года
Село есть на карте частей Курского, Тульского, Орловского и других наместничеств 1787 года

## Экономика
- Молочно-товарная ферма.
- ЧП «Ковпаковец».
- ООО им. Ковпака.

## Объекты социальной сферы
- Школа І—ІІ ст.
- Дом культуры.

## Известные люди
- Брикель Павел Порфирьевич (1903—1983) — Герой Советского Союза, родился в селе Малая Рублевка.